# Takatoshi Matsumoto
Takatoshi Matsumoto (født 5. september 1983) er en tidligere japansk fodboldspiller.
Han har spillet for flere forskellige klubber i sin karriere, herunder Kyoto Purple Sanga og Shonan Bellmare.